# Jānis Bērziņš
Jānis Bērziņš (Limbaži, 4 maggio 1993) è un cestista lettone.

## Palmarès
- Campionato lettone: 2

VEF Riga: 2011-2012, 2014-2015
- Lega Lettone-Estone: 1

Ventspils: 2018-2019
- Liga catalana: 1

Manresa: 2021
- Campionato estone: 1

Kalev/Cramo: 2023-2024
- Coppa di Polonia: 2

Zielona Góra: 2021
Walbrzych: 2025
- Supercoppa polacca: 1

Zielona Góra: 2020
- Coppa di Estonia: 1

Kalev/Cramo: 2024